# Гай Семпроний Блез (консул 253 пр.н.е.)
Вижте пояснителната страница за други личности с името Гай Семпроний Блез.
Гай Семпроний Блез (на латински: Gaius Sempronius Blaesus) e политик на Римската република през 3 век пр.н.е.
Произлиза от плебейския род Семпронии, клон Блез, и баща му и дядо му се казват Тиберий.
През 253 пр.н.е. Блез е избран за консул с колега Гней Сервилий Цепион. Двамата се бият против картагенците в първата пуническа война. След като не успеват да слязат в Лилибаион на западния бряг на Сицилия, консулите тръгват с техните 260 кораба на грабежен поход по северния африкански бряг и затъват до остров Менинкс. Te изхвърлят част от плячката си и се връщат отново в Сицилия. По обратния им път към Рим 150 кораба от консулската флота потъват по време на силна буря.
През 244 пр.н.е. той е избран отново за консул. Колега му е Авъл Манлий Торкват Атик. Те воюват против картагенците на командир Хамилкар Барка за планината Ерикс на Сицилия.
Неговите синове са Гай Семпроний Блез, народен трибун 211 пр.н.е., и Тиберий Семпроний Блез, квестор 217 пр.н.е., който умира с хиляда войници във военен поход в Африка.